# 주말하이킥
주말하이킥 이윤석입니다는 대한민국의 라디오 채널 MBC 표준FM(수도권 FM 95.9MHz, 동두천 104.1MHz, AM 900kHz)에서 주말 저녁 6시 5분부터 저녁 8시까지 방송된 저녁 정보, 오락 전문 라디오 프로그램이다. 2022년 9월 25일 자로 2년 만에 폐지되었다.

## DJ
- 개그맨 이윤석 (남)

## 코너 소개
매일 코너
- 이슈 있(It)수다 / 뉴스 있(It)수다

요일 코너
- 토요일 : 박혜은 편집장의 옷(OTT)뜨거 뜨거
- 일요일 : 지식의 라인/파워리포터 배아량이 간다

## 지역 프로그램
- MBC충북 : 김병재의 일상을 바꾸는 라디오
- 야구 중계 시 자체방송 : 부산문화방송 (프로야구 롯데 자이언츠 홈 경기 중계), MBC 경남(프로야구 NC 다이노스 홈 경기 중계)

## 같이 보기
관련 항목
- 저녁 정보
- 신문

방송 프로그램
- 우리말 겨루기 (KBS 교양운영팀 제작)
- 가족오락관, 상상오락관, 옥탑방의 문제아들 (KBS 예능운영팀 제작)
- 동물의 왕국, 동물의 세계, 동물극장 단짝 (KBS 1TV)
- 주주클럽, 슈퍼독, 단짝, 은밀하고 위대한 동물의 사생활, 개는 훌륭하다, 동물은 훌륭하다, 나는 아픈 개와 산다, 펫 비타민 (KBS 2TV)
- 동물일기, 야옹멍멍 귀여워, 세상에 나쁜 개는 없다, 고양이를 부탁해, 아기 동물 귀여워, 펫하트 (EBS 1TV)
- 세계의 비밀 수호대 번개맨 (EBS 2TV)
- 타타와 쿠마 (EBS·5BRICKS 공동 제작)
- 와우! 동물천하, 애니멀즈, 하하랜드, 오래봐도 예쁘다, 2020 추석특집 아이돌 멍멍 선수권대회, 심장이 뛴다 38.5 (MBC TV)
- TV 동물농장, 어쩌다 마주친 그 개, 펫미픽미, 푸바오와 할부지, 생활의 달인, 더솔져스, 검은 양 게임 (SBS TV)
- 마리와 나, 그랜드 부다개스트, 우리집 막내극장 (JTBC)
- 기막힌 동물원, 우리집에 해피가 왔다 (MBN)
- 동고동락, 개먼드라마 파트라슈 (TV조선)
- 대화가 필요한 개냥, 냐옹은 페이크다, 캣츠 앤 독스, 슬기로운 의사생활, 슬기로운 의사생활 시즌2, 해치지 않아, 해치지 않아 X 스우파 (tvN)
- 펫토리얼리스트 (온스타일)
- 이 주의 책 (cpbc FM)
- 개별방송, 식빵 굽는 고양이, 잘살아보시개, 오 마이 펫, 여자친구! 강아지를 부탁해, 펫 닥터스 (skyPetpark)
- 상상고양이 (MBC 에브리원)
- 달려라 댕댕이 (MBC 에브리원, MBC 스포츠플러스 공동 제작)
- 펫츠고! 댕댕트립 (SBS 플러스)
- 소나무의 펫하우스 (SBS M)
- 라디오 북클럽 (MBC 표준FM)
- 개밥 주는 남자, 너는 내 운명, 서민갑부 (채널A)
- 천재! 시무라 동물원 (日 NTV)
- 도그 위스퍼러 (美 NGC채널)
- 지옥에서 온 고양이 (美 애니멀 플래닛)
- 개과천선 아메리카 (영국 채널 4, Sky One)

## 수상 목록
- 2020년 MBC 방송연예대상 라디오부문 우수상 (이윤석)